# Macropophora trochlearis
Espèce
 Macropophora trochlearis est une espèce d'insectes coléoptères de la famille des Cerambycidae, sous-famille des Lamiinae et de la tribu des Acanthoderini.

## Systématique
L'espèce Macropophora trochlearis a été décrite par l'entomologiste suédois Carl von Linné en 1758, sous le nom initial de Cerambyx trochlearis.  

### Synonymie
- Cerambyx trochlearis Linnaeus, 1758 Protonyme
- Acrocinus trochlearis (Bates, 1861)
- Prionus trochlearis (Linnaeus, 1758)

### Articles liés
- Acanthoderini
- Galerie des Cerambycidae